# 陳灼明

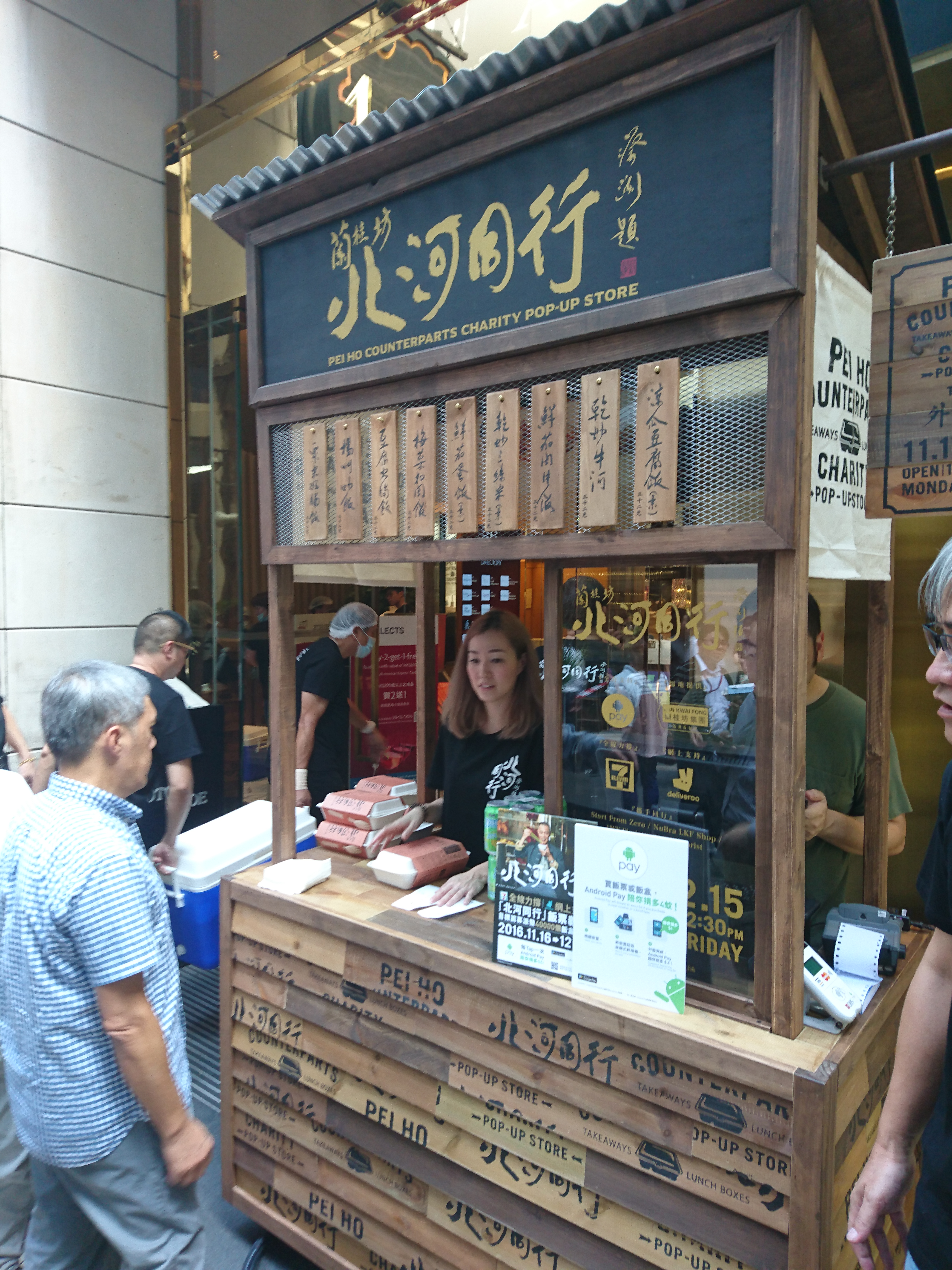
陳灼明創辦的「北河同行」，於中環蘭桂坊進行一個月義賣飯盒籌款

陳灼明（1952年8月25日—），綽號「明哥」、「深水埗明哥」，乃香港深水埗北河燒臘飯店之東主兼廚師。其售賣廉價飯菜，並長期義贈飯菜予基層人士，深受街坊和居民歡迎，陳灼明幫人很開心。

## 生平
陳灼明原籍廣東番禺，1952年在中國大陸出生，是長子。父親於他14歲時逝世後，便開始做雜工幫補家計，15歲開始入行學廚，曾當選「五好員工」。1979年，他偷渡至香港，並在酒樓廚房工作。後經轉職，於1983年起於深水埗北河街的飯店當大廚。至1995年，其老闆退休，他與同事合夥接手該飯店，專營海鮮及燒臘，並走中檔價格的經營路線。惟其飯店生意欠佳，其夥伴為減低成本，非法聘請無證員工；陳灼明後來代夥伴認罪入獄三個月。出獄後，其原先之同事四散，加上飯店生意於美國911事件後期更為慘淡，遂將中檔飯店改為售賣廉價飯菜。此後，其飯店以價廉物美見稱，深受基層市民歡迎，因而有「愛心飯堂」、「窮人飯堂」、「良心飯堂」等稱號。
2008年，陳灼明與香港社區組織協會合作推出「飯券」計劃：500名基層市民每日可憑券免費於店內享用一餐膳食；此外，其亦聯同非牟利組織於街頭向流浪者派飯，又於中秋節向有需要人士派發月餅。2011年，他與“平等分享行動”合作，每月進行一次大型派飯活動，派發飯盒予有需要的人士。其後，不少食客捐錢資助他們，派飯活動便由每月一次變為定期每星期六於深水埗店外進行。
2016年3月底，陳灼明之大南街副店「北河點心茶餐廳」因被業主加租（被業主加25%月租至5萬元），敵不過業主大幅加租，遂於3月底遷出。其後，其獲崇麗行善心業主（此人為另一業主）謝林義氣結業讓舖，出租（3.6萬元月租）舖位延續陳灼明經營。新店改名為「北河同行」，招牌由香港著名美食家蔡瀾親筆題寫。
2017年10月，嶺南大學在嶺南大學榮譽院士頒授典禮2017中向陳灼明頒授榮譽院士。翌年4月10日，「北河燒臘飯店」正式遷往昔日大南街副店「北河點心茶餐廳」的舊舖位，位置恰巧在「北河同行」對面。

## 相關新聞
2012年2月及相近之日子，香港浸會大學學生會有其他浸大學會（包括周樹人堂宿生會幹事會、經濟學系系會、中國研究課程學會、政治及國際關係學學會及浸大數碼坊等）要求陳灼明資助小食，箇中小食合共估計涉及逾千元。此事遭香港網民炮轟。有網民指，浸大學生「利用明哥善心」。後來，浸大學生會派員向陳灼明道歉，並購買約1,600元飯券，讓他向露宿者派送飯盒，而陳灼明亦接受學生的道歉。
2013年9月，在深水埗區議會的會議上，社署深水埗區助理福利專員李源雄指出，隨着近年有不少熱心市民（包括「明哥」），經常向露宿者派發物資，間接減少露宿者脫離露宿的意欲，甚至吸引其他露宿者遷往該區；深水埗民政事務專員莫君虞亦認為愈多人向露宿者派發物資，有可能令他們繼續露宿。有關言論其後引起公眾批評，陳灼明亦斥政府卸責，抹殺善心人的愛心，要求當局道歉。同年10月，香港一商場以問卷訪問1,038名香港居民，選出「十大正能量代表」；結果「深水埗明哥」奪得第一位，壓倒次名的藝人劉德華。
2015年7月，陳灼明率領「北河同行」義工團隊，於深水埗派發500個物資福袋予基層。這次是他第二年在7月1日舉辦派物資活動，「北河同行」義工團隊聯同「1600熊貓義工隊」、「龍耳」、「國際社」等機構，於南昌社區中心派發400個物資福袋，以及帶同100個物資福袋探訪富昌邨的獨居老人。2016年11月，「北河同行」與蘭桂坊合作，於中環出售慈善飯盒和慈善飯票。
2017年6月，陳灼明的飯店因屢次沒妥善貯存未加掩蓋之食物、把肉類放在後巷、把燒味掛在店面等（持牌人陳灼明已經分別於2015年12月及去年3月因相同違例事項被定罪，共被罰款4500元及記下15分），被食環署吊銷牌照14天，由6月28日至7月11日不能營業（因為上次停牌後12個月內再被扣滿15分，故被暫時吊銷牌照14天）。他回應稱署方執法正確，今後會盡量注意，現時最擔心影響來取飯的基層市民。同年8月底，陳灼明位於大南街的飯店「北河同行」獲中聯辦主任張曉明探訪，獲贈張曉明手寫的字畫「為善最樂」。張曉明得知陳灼明常派飯予窮苦大眾和露宿者的事跡後好感動，所以慕名而來，並稱讚明哥樂善好施、扶貧濟困、展現中華民族傳統美德，希望他堅持善舉，多與政府合作，發揮義工和其他慈善團體的力量。張還以個人名義向北河慈善基金捐款。